# Seward (Nebraska)
Seward és una població dels Estats Units a l'estat de Nebraska. Segons el cens del 2000 tenia 6.319 habitants.

## Demografia
Segons el cens del 2000, Seward tenia 6.319 habitants, 2.281 habitatges, i 1.494 famílies. La densitat de població era de 746,1 habitants per km².
Dels 2.281 habitatges en un 31,7% hi vivien nens de menys de 18 anys, en un 55,6% hi vivien parelles casades, en un 7,3% dones solteres, i en un 34,5% no eren unitats familiars. En el 29,8% dels habitatges hi vivien persones soles el 16,2% de les quals corresponia a persones de 65 anys o més que vivien soles. El nombre mitjà de persones vivint en cada habitatge era de 2,39 i el nombre mitjà de persones que vivien en cada família era de 2,99.
Per edats la població es repartia de la següent manera: un 22,6% tenia menys de 18 anys, un 20,1% entre 18 i 24, un 22,9% entre 25 i 44, un 17,9% de 45 a 60 i un 16,5% 65 anys o més.
L'edat mediana era de 32 anys. Per cada 100 dones de 18 o més anys hi havia 86,4 homes.
La renda mediana per habitatge era de 41.264 $ i la renda mediana per família de 54.808 $. Els homes tenien una renda mediana de 33.828 $ mentre que les dones 22.231 $. La renda per capita de la població era de 17.668 $. Aproximadament el 4,1% de les famílies i el 6,6% de la població estaven per davall del llindar de pobresa.

## Poblacions més properes
El següent diagrama mostra les poblacions més properes.